# Bruchidius leprieuri
Bruchidius leprieuri là một loài bọ cánh cứng trong họ Bruchidae. Loài này được Jacquet miêu tả khoa học năm 1886.